# Szymon Janczak
Szymon Janczak (ur. 27 lutego 2000 w Zabrzu) – polski koszykarz, występujący na pozycjach silnego skrzydłowego lub środkowego, od 2022 zawodnik Niedźwiadki Chemart Przemyśl.

## Osiągnięcia
Stan na 14 sierpnia 2022.

### Drużynowe
Młodzieżowe
- Mistrz Polski juniorów (2018)[1]
- Wicemistrz Polski kadetów (2016)[2]

### Indywidualne
- Najlepszy Polski Debiutant PLK (2022)[3]
- Zaliczony do I składu mistrzostw Polski:
  - juniorów (2018)[1]
  - kadetów (2016)[2]

### Reprezentacja
- Uczestnik mistrzostw Europy U–16 (2016 – 15. miejsce)